# Người tình không chân dung
Người tình không chân dung là một bộ phim điện ảnh miền Nam năm 1971 của đạo diễn Hoàng Vĩnh Lộc, với sự tham gia diễn xuất của diễn viên Kiều Chinh. Bộ phim ca ngợi hình ảnh người lính của Quân lực Việt Nam Cộng Hòa. Ca khúc chính trong phim cũng tên Người tình không chân dung của nhạc sĩ Hoàng Trọng.

## Nội dung
Mỹ Lan, một phát thanh viên của chương trình Tâm tình chiến sĩ trên đài phát thanh, đến gặp một đại tá quân đội Việt Nam Cộng hòa xin được vào chiến trường để tìm người yêu. Sau sự từ chối ban đầu, cuối cùng vị đại tá cũng đồng ý cho Mỹ Lan vào chiến trường. Một đại úy là Thịnh đưa cô đi.
Vào chiến trường, Mỹ Lan đã được chứng kiến đời sống của những người lính khi ấy. Dù đã đi nhiều nơi, nhưng vì không có nhiều thông tin về người yêu nên cô vẫn không tìm thấy. Sau một thời gian, cô nhận được tin, nhưng khi ấy người lính cô tìm đang bị thương...

## Hậu trường

### Sự kiện thú vị
Khi thực hiện bộ phim này, chi tiết, diễn viên, bối cảnh, đối thoại... thay đổi, được viết thêm từng ngày. Kinh phí cũng rất thấp, nhưng phim được sự bảo trợ của Quân lực Việt Nam Cộng hòa nên đã có sự góp mặt của đại biểu toàn thể các binh chủng Hải, Lục, Không quân trong phim. Người tình không chân dung đã đạt giải Chủ đề phim xuất sắc nhất và Kiều Chinh là nữ tài tử chính khả ái nhất tại đại hội điện ảnh Á Châu lần thứ 17 tại Đài Bắc ngày 9 tháng 6 năm 1971.

### Nhạc phim
Ca khúc Người tình không chân dung của Hoàng Trọng trong phim do ca sĩ Lệ Thu thể hiện. Phim còn có cảnh cặp đôi Lê Uyên và Phương trình bày bài "Cho lần cuối". Một số vai diễn trong phim được đảm nhận bởi diễn viên nghiệp dư như nhà thơ Hà Huyền Chi.